# Chiesa di Santa Maria Assunta (Albareto)
La chiesa di Santa Maria Assunta è un luogo di culto cattolico dalle forme neoclassiche situato in via Vittorio Bottego 2 ad Albareto, in provincia di Parma e diocesi di Massa Carrara-Pontremoli; è sede di una parrocchia compresa nel vicariato di Pontremoli.

## Storia
La prima citazione di una cappella ad Albareto è da ricercare in un documento datato 27 maggio 884, in cui si legge che il conte di Lucca e di Tuscia Alberto I donò la chiesa albarilotta al monastero di San Caprasio di Aulla.
Dagli Estimi della Diocesi di Luni stilati tra il 1470 e il 1471 s'apprende che la chiesa di Albareto era una cappella dipendente dalla pieve di Aulla, dalla quale si affrancò nel XVI secolo venendo eretta in parrocchia autonoma.
Questa chiesa fu demolita nel 1843 per far posto a quella attuale, portata a compimento nel 1857.

## Descrizione

### Esterno

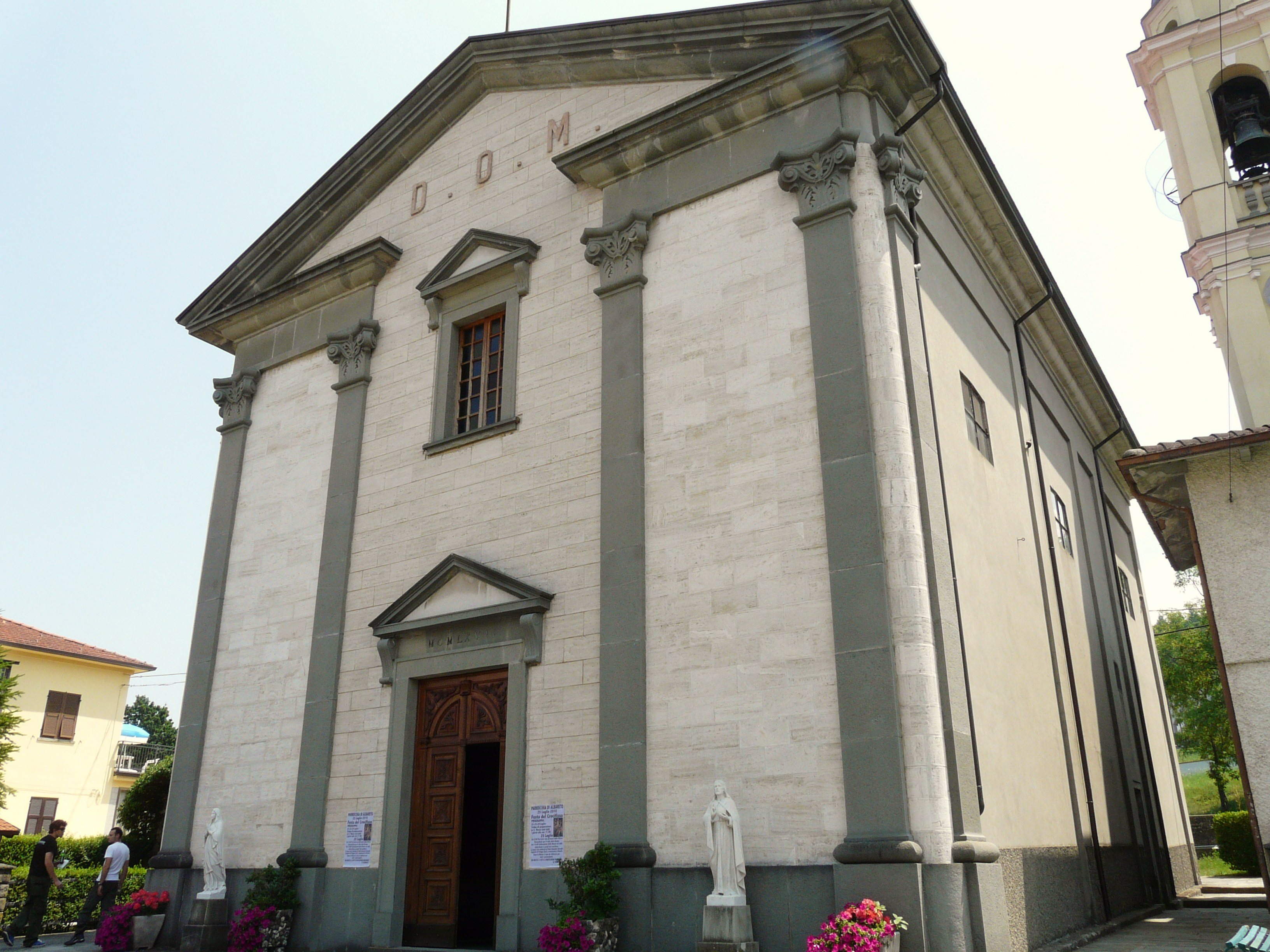
Facciata e lato sud

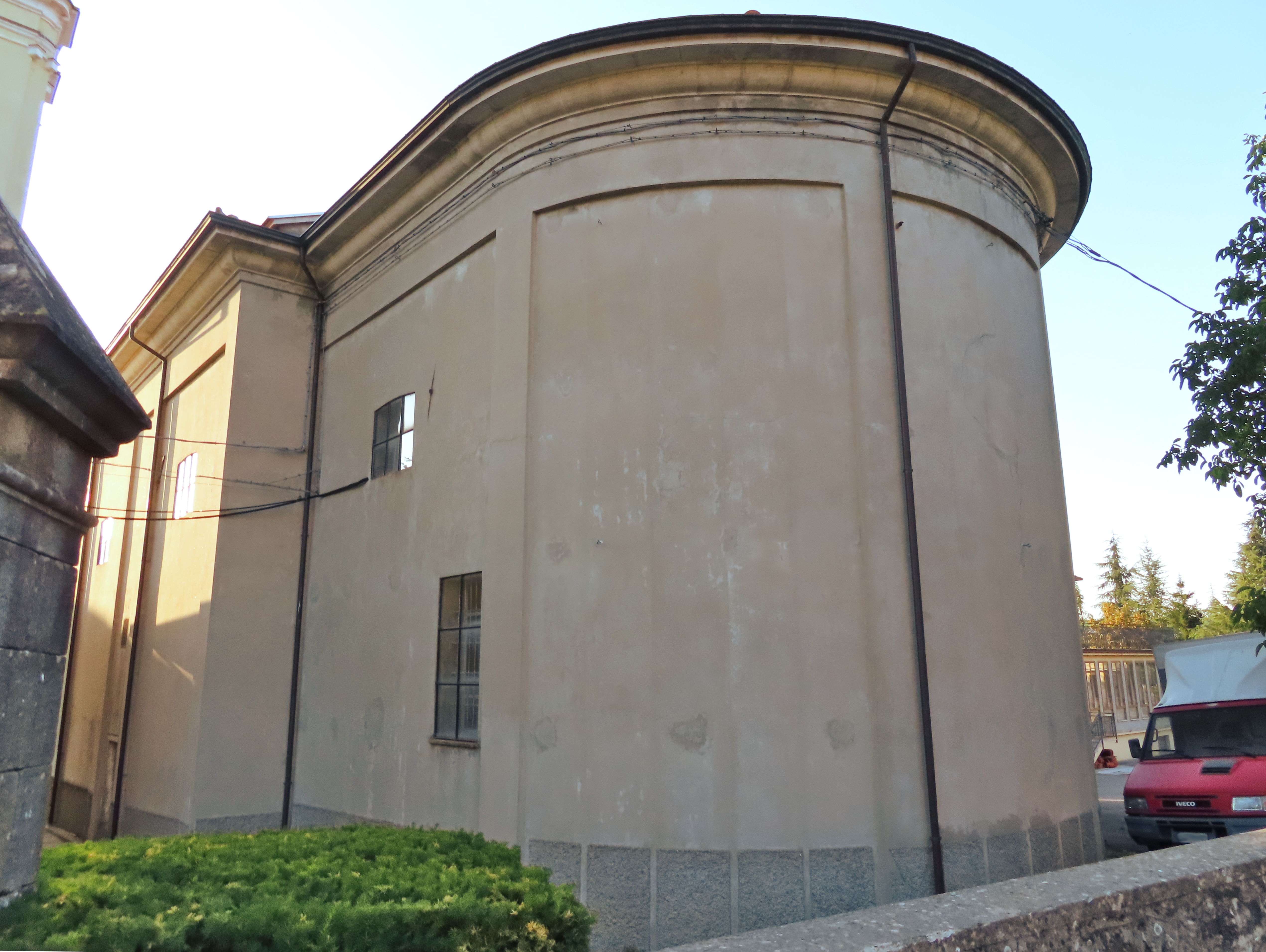
Abside e lato sud

La facciata a capanna della chiesa, che è rivestita con dei blocchi di pietra di forma squadrata, è tripartita da quattro lesene sovrastate dal timpano la cui catena è interrotta in corrispondenza della porzione centrale, la quale è caratterizzata dal portale e da una finestra timpanati.

### Interno
L'interno, che è in stile neoclassico, è diviso in due campate con volte a crociera, mentre le cappelle laterali e il corto transetto presentano volte a botte; l'aula termina con il presbiterio - anch'esso con volta a botte - a sua volta chiuso dell'abside semicircolare. L'opera di maggior pregio qui conservata è un ciborio ligneo risalente al Cinquecento caratterizzato da una raffigurazione di San Benedetto e da un tabernacolo aggiunto nel XVII secolo.